# کاپرئومایسین
کاپرئومایسین (به انگلیسی: Capreomycin)
رده درمانی: آنتی بیوتیک (آمینوگلیکوزید)
اشکال دارویی: آمپول

## موارد مصرف
نوعی آمینوگلیکوزید که برای درمان سل استفاده می‌شود.

## مکانیسم اثر
مانند سایر آمینوگلیکوزیدها می باشد.

## عوارض جانبی
نفروتوکسیسیتی و نوروتوکسیسیتی (به خصوص آسیب عصب هشتم مغزی).